# JAPANESKA
『JAPANESKA』（ジャパネスカ）は、日本のロックバンドであるTHE BOOMが発表した3枚目のアルバム。1990年9月21日発売。

## 解説
THE BOOMとして初のコンセプト・アルバム。「日本」を意識した楽曲がいくつか収録されている。具体的には沖縄民謡・音階を取り入れた「100万つぶの涙」や日本の風景を思わせる「からたち野道」における三味線・和太鼓、「夜道」での大正琴など、これまでにはなかった手法を取り入れてレコーディングされている。ただ、この当時、宮沢はまだ沖縄の伝統楽器である三線を手に入れておらず、「100万つぶの涙」のレコーディングでは本土の楽器三味線を弾いていた。レコーディングでメンバー以外にミュージシャンを初めて招いた。2005年8月3日にはデジタルリマスターされ再発売。ボーナス・トラックとして「恐怖の昼休み」（1991年シングル発売・アルバム未収録）が収録。

## 収録曲
| 全作詞・作曲: 宮沢和史、全編曲: THE BOOM。 |                                                                 |          |            |      |
| #                                          | タイトル                                                        | 作詞     | 作曲・編曲 | 時間 |
| 1.                                         | 「ひゃくまんつぶの涙」                                          | 宮沢和史 | 宮沢和史   | 3:18 |
| 2.                                         | 「過食症の君と拒食症の僕」                                      | 宮沢和史 | 宮沢和史   | 3:11 |
| 3.                                         | 「逆立ちすれば答えがわかる」(REMIX)                             | 宮沢和史 | 宮沢和史   | 3:26 |
| 4.                                         | 「川の流れは」                                                  | 宮沢和史 | 宮沢和史   | 4:57 |
| 5.                                         | 「中央線」                                                      | 宮沢和史 | 宮沢和史   | 4:55 |
| 6.                                         | 「夜道」                                                        | 宮沢和史 | 宮沢和史   | 3:19 |
| 7.                                         | 「ウキウキルーキー」                                            | 宮沢和史 | 宮沢和史   | 5:09 |
| 8.                                         | 「おうちバイバイ」                                              | 宮沢和史 | 宮沢和史   | 3:31 |
| 9.                                         | 「ルティカ」                                                    | 宮沢和史 | 宮沢和史   | 3:34 |
| 10.                                        | 「からたち野道」                                                | 宮沢和史 | 宮沢和史   | 4:45 |
| 11.                                        | 「恐怖の昼休み」(※ボーナス・トラック／2005年再発売盤のみ収録。) | 宮沢和史 | 宮沢和史   | 2:57 |
| 合計時間:                                  | 合計時間:                                                       | 43:02    |            |      |

## ツアー
なお、このアルバムに連動した全国ツアー「TOUR JAPANESKA」が9月22日から翌年3月まで行われた。